# Emelihter Kihleng
Emelihter Kihleng es una poetisa de Pohnpei nacida en Guam, primera micronesia en publicar un poemario en inglés
Obtuvo un máster en literatura creativa en la Universidad de Hawái en 2003, y luego enseñó inglés en Pohnpei.

## Obra
- My Urohs, Kahuaomanoa Press, 2008